# Departament d'Agricultura dels Estats Units
El Departament d'Agricultura dels Estats Units (en anglès, United State Department of Agriculture, USDA) és una unitat executiva del Govern Federal dels EUA. El seu propòsit és desenvolupar i executar polítiques de ramaderia, agricultura, alimentació. El seu objectiu és atendre les necessitats dels productors, promovent el comerç agrícola i la producció, treballant per assegurar seguretat alimentària, protegint els recursos naturals, millorar les comunitats rurals, i posar fi a la fam.
Va ser creat el 15 de febrer de 1889, d'acord amb la jurisdicció del Govern Federal dels Estats Units. Té una plantilla de 105.778 empleats a juny de 2007, amb un pressupost de $94.000 milions de USD (2006). El seu director és Mike Johannsen, com «Secretari d'Estat d'Agricultura», el seu segon és Charles F. Conner, secretari diputat d'Agricultura.